# Porcellio ribauti
Porcellio ribauti är en kräftdjursart som beskrevs av Karl Wilhelm Verhoeff1907. Porcellio ribauti ingår i släktet Porcellio och familjen Porcellionidae. Inga underarter finns listade i Catalogue of Life.